# ヘマテイン
ヘマテイン(Haematein)は、ヘマトキシリンの酸化誘導体で染色に用いる。カラーインデックスではヘマチン（Haematine）とも呼ばれるが、ヘモグロビンの分解で生じる茶色から黒色の色素であるヘマチン（Haematin）とは異なる。

## 性質
ヘマテインは、水性アルカリ性の条件では青色で溶けにくく、アルコール性酸性の条件では赤色で溶けやすいという、指示薬のような性質を示す。溶解したヘマテインは空気中の酸素とゆっくり反応し、用途のない物質となる。

## 応用
酸性溶液中で、ヘマテインと金属（通常はアルミニウムか鉄だがクロム、ジルコニウム、その他のことも）の錯体が生体染料として用いられる。アルミニウム-ヘマテイン（ヘマルム）は、ヒトやその他の動物の組織切片中の細胞核の染色に通常用いられる。金属-ヘマテイン染料は、神経線維の髄鞘やその他の細胞小器官を染色するのにも用いられる。染色の色は、用いる塩によって異なり、ヘマテイン-アルミニウム錯体は青色だが鉄(III)錯体は非常に暗い青色または黒色になる。
アルミニウム-ヘマテイン（ヘマルム）は細胞核のクロマチンと結合する。ヘマルム染色法は1860年代から使われているが、色素金属錯体と結合する物質はまだはっきりと分かっていない。ある組織化学的な調査では、カチオン性のアルミニウム-ヘマテイン錯体がDNAのリン酸アニオンに引き付けられることが明確に示された。他の調査では、ヒストンのアルギニン残基がヘマルム染色の基質であることが示唆されている。
ヘマルムで染色される構造はしばしば好塩基性と言われるが、染色の機構はより小さい分子の塩基性（カチオン性）染料ほど単純ではない。真に好塩基性の構造には核酸または細胞外マトリックス中のグリコサミノグリカンや様々な粘液中の酸性糖タンパク質が含まれるが、ヘマルムによって通常染色されるのは、核のクロマチンの他、ケラトヒアリン顆粒や石灰化沈着物等の少数の物質のみである。通常染色に用いるよりも高いpHであるpH 3.2の希薄溶液として使用する際には、カチオン化した色素金属錯体が含まれ、核酸を徐々に染色する。通常の染色に用いるヘマルム溶液はより高濃度で酸性（pH 2–2.5）であり、化学的または酵素的に組織からDNAまたはRNAを抽出した後でも核を染色することができる。